# Бембо, Антониа
Антониа Бембо (1640—1715) — итало-французская певица и композитор.

## Биография
Родилась в семье венецианского врача Джакомо Падуани. Она училась музыке у Франческо Корбетты и Франческо Кавалли. В 1663 году она вышла замуж за венецианского дворянина Лоренцо Бембо, родила троих детей, но уже в начале 1670-х годов подала на развод. Развестись ей не удалось, и в конце 1676 года Антониа бежала во Францию, предположительно, с помощью своего учителя Корбетты. Она поселилась в Париже и начала писать музыку. В 1682 году ей даже удалось получить пенсию от короля Людовика XIV.
Около 1697 года появился её сборник вокальных произведений «Гармоничные творения». Три арии из этого сборника были написаны на слова итальянской поэтессы и актрисы комедии дель’арте Аурелии (Бригиды) Федели. Скорее всего, две дамы были знакомы лично, во всяком случае, они жили в Париже на одной улице, и существует большая вероятность их непосредственного творческого сотрудничества. По всей видимости, Антониа Бембо сама попросила Бригиду Федели написать стихи, которые можно будет положить на музыку. Все три арии касались любовных проблем. В первой арии говорилось о смелости в любви, героиня второй арии — обманутая женщина, а третья ария, вернее, дуэт, имела форму диалога влюбленной пары. Таким образом, эти три арии превратились в мини-цикл.
Ничего не известно личном знакомстве Антонии Бембо с Элизабет-Софи Шерон. Антониа Бембо положила на музыку семь покаянных псалмов Шерон. «Семь псалмов» Антонии Бембо на слова Шерон стали важным вкладом двух женщин в художественную культуру Франции рубежа XVII—XVIII веков. Этот сборник — ещё одно свидетельство выдающейся роли, которую играли творческие женщины во Франции того времени благодаря покровительству короля Людовика XIV.

## Сочинения
- Produzioni armoniche, 41 arias and cantatas in Italian, French, and Latin. (vol. I)
- Te Deum for 3 voices (vol. II)
- Serenata for 5 voices (vol. II)
- 2 mottetti (vol. III)
- Te Deum for 5 voices (vol. III)
- Salmo XIX, for 3 voices (vol. III)
- Ercole amante, opera set to a libretto by Francesco Buti (1707)
- Les sept pseaumes de David (vol. VI)